# Tasmanian International 1996
Il Tasmanian International 1996 è stato un torneo di tennis giocato sul cemento. 
È stata la 3ª edizione del torneo, che fa parte della categoria Tier IV nell'ambito del WTA Tour 1996.
Si è giocato all'Hobart International Tennis Centre di Hobart in Australia, dall'8 al 14 gennaio 1996.

## Campionesse

### Singolare
Julie Halard-Decugis ha battuto in finale  Mana Endō con il punteggio di 6–1, 6–2

### Doppio
Yayuk Basuki /  Kyōko Nagatsuka hanno battuto in finale  Kerry-Anne Guse /  Sung-Hee Park con il punteggio di 7–6, 6–3